# Museum für Kunst und Gewerbe
Het Museum für Kunst und Gewerbe is een museum voor kunst en toegepaste kunst in de Duitse stad Hamburg. Het ligt direct ten zuidoosten van het Hamburg Hauptbahnhof aan de Steintorplatz in het stadsdeel St. Georg (district Mitte). Het museum werd opgericht in 1876 en heeft naast collecties toegepaste kunst ook een belangrijke kunstcollectie van Europese, Aziatische en oude culturen. De collecties bevatten Chinese en Japanse kunst, kunst uit het Nabije Oosten, Boeddhistische en Islamitische kunst. Bij de toegepaste kunst behoren collecties jugendstil-gebruiksvoorwerpen en Bauhaus-grondstoffen, porselein en faience, textiel en tapijten, muziekinstrumenten, politieke affiches, boekdrukkunst en fotografie.
Bij de oprichting vonden de curatoren inspiratie bij de enkele jaren eerder opgerichte musea toegepaste kunst, zoals het Londense Victoria and Albert Museum (toen nog South Kensington Museum), het Österreichisches Museum für angewandte Kunst van Wenen en het Berlijnse Kunstgewerbemuseum. Men wilde voorbeelden geven van smaak die konden inspireren ter verbetering van het artistieke niveau van het ambacht.
Initieel nam het museum enkel de gelijkvloerse verdieping van het grote gebouw in. Gedurende honderd jaar bleef de museumsite zo een multifunctioneel gebouw, met onder meer, reeds direct van bij de opening, een grote school voor beroepsonderwijs met afdeling algemene bouw, scheepsbouw, werktuigbouwkunde en elektrotechniek. Pas sinds 1976 nam het museum het volledige volume van het gebouw waarin het gevestigd was in gebruik.
Het gebouw van de hand van architect Carl Johann Christian Zimmermann werd op 31 maart 1981 erkend als historisch monument.